# Pueblo Viejo, Misantla
Pueblo Viejo är en ort i Mexiko.   Den ligger i kommunen Misantla och delstaten Veracruz, i den sydöstra delen av landet, 240 km öster om huvudstaden Mexico City. Pueblo Viejo ligger 686 meter över havet och antalet invånare är 877.
Terrängen runt Pueblo Viejo är kuperad åt nordväst, men åt sydost är den bergig. Runt Pueblo Viejo är det ganska tätbefolkat, med 111 invånare per kvadratkilometer. Närmaste större samhälle är Misantla, 12,9 km norr om Pueblo Viejo. I omgivningarna runt Pueblo Viejo växer i huvudsak städsegrön lövskog.